# Agapetes siangensis
Agapetes siangensis är en ljungväxtart som beskrevs av D.Banik och Sanjappa. Agapetes siangensis ingår i släktet Agapetes och familjen ljungväxter. Inga underarter finns listade i Catalogue of Life.